# Dr. Teeth and the Electric Mayhem
Dr. Teeth and the Electric Mayhem is de rockband die in The Muppet Show de muziek verzorgt. Naast The Muppet Show spelen ze ook in diverse Muppet-films en -specials. Een aantal van hun nummers is uitgebracht op plaat en cd.

## Bezetting
- Dr. Teeth (bandleider, keyboard)
- Janice (gitaar)
- Sgt. Floyd Pepper (basgitaar)
- Zoot (saxofoon)
- Animal (drums)

In het vijfde seizoen van de televisieserie wordt Lips (trompet) aan de band toegevoegd en begin jaren 90 volgt Clifford, al hebben de laatste twee nooit een grote rol gespeeld in de band.
Animal, Floyd, Zoot en soms ook Janice spelen daarnaast in de orkestbak van het Muppet-theater, waar ze verantwoordelijk zijn voor de openings- en afsluitingsmuziek van de show en optreden als algemene begeleidingsband. Op de piano speelt dan echter de Muppet-hond Rowlf in plaats van Dr. Teeth.